# Onychiurus darii
Onychiurus darii is een springstaartensoort uit de familie van de Onychiuridae. De wetenschappelijke naam van de soort is voor het eerst geldig gepubliceerd in 1998 door Pomorski.